# Macário Correia
José Macário Custódio Correia GOM (Tavira, Santo Estêvão, 1 de Abril de 1957), político português do Partido Social Democrata (PSD).

## Biografia
Macário Correia nasceu filho de pais agricultores. Formou-se em Engenharia Agronómica e Arquitetura Paisagista, no Instituto Superior de Agronomia da Universidade Técnica de Lisboa, tendo sido presidente da Associação de Estudantes. Em 1984, tira o Mestrado em Economia Rural, em Montpellier, França.
Em 1985 foi eleito deputado pelo PSD, e dois anos depois fez parte do governo de Cavaco Silva, como Secretário de Estado do Ambiente. Foi presidente da Comissão Parlamentar da Saúde e vereador da Câmara Municipal de Lisboa, após concorrer sem sucesso em 1993 à presidência da Câmara, sendo derrotado por Jorge Sampaio.
Em 1997 foi eleito presidente da Câmara Municipal de Tavira, cargo que ocupou até 2009, altura em que concorreu, com êxito, à presidência do município de Faro. Foi também presidente do Crédito Agrícola do Sotavento Algarvio.
A 17 de Janeiro de 2006 é feito Grande-Oficial da Ordem do Mérito pelo Presidente da República Jorge Sampaio.
Perde o mandato de presidente da Câmara Municipal de Faro a 3 de Julho de 2012 ao ser condenado pelo Supremo Tribunal Administrativo de Portugal num processo em que foi acusado de várias ilegalidades em matéria de licenciamento. A condenação foi confirmada pelo Tribunal Constitucional de Portugal em Janeiro de 2013.
O então Presidente da Câmara Municipal de Faro desafiou a Justiça e prometeu não abandonar o cargo. Em Abril de 2013, o Supremo Tribunal Administrativo suspendeu a sentença de perda de mandato. O tribunal aceitou o pedido de uniformização de jurisprudência apresentado pelo presidente da câmara de Faro. No entanto, indeferiu o requerimento feito pelo autarca para que, com base em erros materiais, fosse alterado o acórdão que o condenou.
Em Julho de 2012 reforma-se pela Caixa Geral de Aposentações.

## Condenação por prevaricação de titular de cargo político
Enquanto presidente da câmara de Tavira autorizou o licenciamento de três vivendas e duas piscinas em zonas rurais de Tavira. Estas construções violaram o Plano Diretor Municipal do concelho e o Plano Regional de Ordenamento do Território do Algarve, por terem sido feitas numa zona de paisagem protegida, local considerado Reserva Ecológica Nacional.
Em 2012 foi condenado à perda de mandato no âmbito deste processo judicial, tendo interposto vários recursos, acabando por suspender as funções em 2013.
Em 29 de junho de 2016, foi condenado a quatro anos e meio de prisão, com pena suspensa por igual período, por quatro crimes de prevaricação de titular de cargo político pelos licenciamentos irregulares.
Dos cinco crimes de que era acusado, Macário Correia foi condenado por quatro.